# Малайзийско-сингапурские отношения
Малайзийско-сингапурские отношения — двусторонние дипломатические отношения между Малайзией и Сингапуром.

## История
С 1963 по 1965 год Сингапур находился в составе Малайзии. Сингапур имеет высокую комиссию в Куала-Лумпуре и генеральное консульство в Джохор-Бару, в то время как Малайзия имеет высокую комиссию в Сингапуре. Страны являются полноправными членами Содружества наций и Ассоциации государств Юго-Восточной Азии (АСЕАН). Отношения между государствами остаются на высоком уровне, несмотря на возникшие в последние годы дипломатические разногласия.